# Janji Lobi Lima
Janji Lobi Lima is een bestuurslaag in het regentschap Padang Lawas van de provincie Noord-Sumatra, Indonesië. Janji Lobi Lima telt 532 inwoners (volkstelling 2010).